# 白腹沙丁鱼
白腹沙丁鱼（学名：Amblygaster clupeoides）又名勃氏鈍腹鯡，台灣俗名:白腹小砂丁、青鱗仔、鰮仔、沙丁魚、扁仔、扁鰮，大陸名:白腹小沙丁魚，为鲱科沙丁鱼属的鱼类。

## 型態特徵
體延長而側扁，腹部略圓，具稜鱗，17-18+ 12-13個。脂性眼瞼發達，幾完全覆蓋住眼睛。口小，前位；上下頜約等長；上頜骨末端達眼前緣下方。鰓蓋光滑；下枝鰓耙數41-68。體被細薄圓鱗，極易脫落；鱗片上之垂直條紋僅有最後1條之中央部位不中斷；鱗片後緣之小孔多於20個以上；背鰭和臀鰭基部有發達之鱗鞘；胸鰭和腹鰭基部具腋鱗1片。背鰭位於體中部前方，具軟條17-18；臀鰭位於體之後半部，具軟條18-19；腹鰭軟條8；尾鰭深叉。體背部青綠色，體側下方和腹部銀白色；鰓蓋末緣無明顯黑斑。背鰭淡黃，前端基部具黑點；尾鰭淡黃，上下葉具黑緣，末端不具大塊黑斑；胸鰭淡黃；餘鰭淡色。

## 棲所生態
沿近海中上層洄游性中小型魚類，有時會進入河口域、內灣或潟湖區內。群游性。以浮游生物，如矽藻、橈腳類及其它小型無脊椎動物為主要食物。

## 地理分佈
分布於印度-西太平洋區，西起紅海、波斯灣及非洲東部，東至印尼及阿拉夫拉海，北至臺灣，南至巴布新幾內亞。臺灣分布於南部、西部及澎湖海域。

## 漁業利用
本種魚產量並不大，常混於底拖漁獲中，可生鮮、乾製或醃漬出售。主要漁法為流刺網、圍網與拖網。